# Movits!
Movits! ist eine Band aus Luleå in Nordschweden, die einen Mix aus Swing, durchsetzt mit Hip-Hop-Elementen in Schwedisch, spielt.

## Geschichte
Bekannt wurde die Band mit ihrem Debütalbum Äppelknyckarjazz (dt. „Äpfel-Klauer-Jazz“). Es erschien im November 2008 und wurde durch einen Artikel in der Schwedischen Tageszeitung Dagens Nyheter in Schweden bekannt. In den Vereinigten Staaten brachte Comedy Central Records das Album heraus und verhalf auch über einen Auftritt bei der Sendung Colbert Report der Band in den USA zu einer gewissen Bekanntheit.

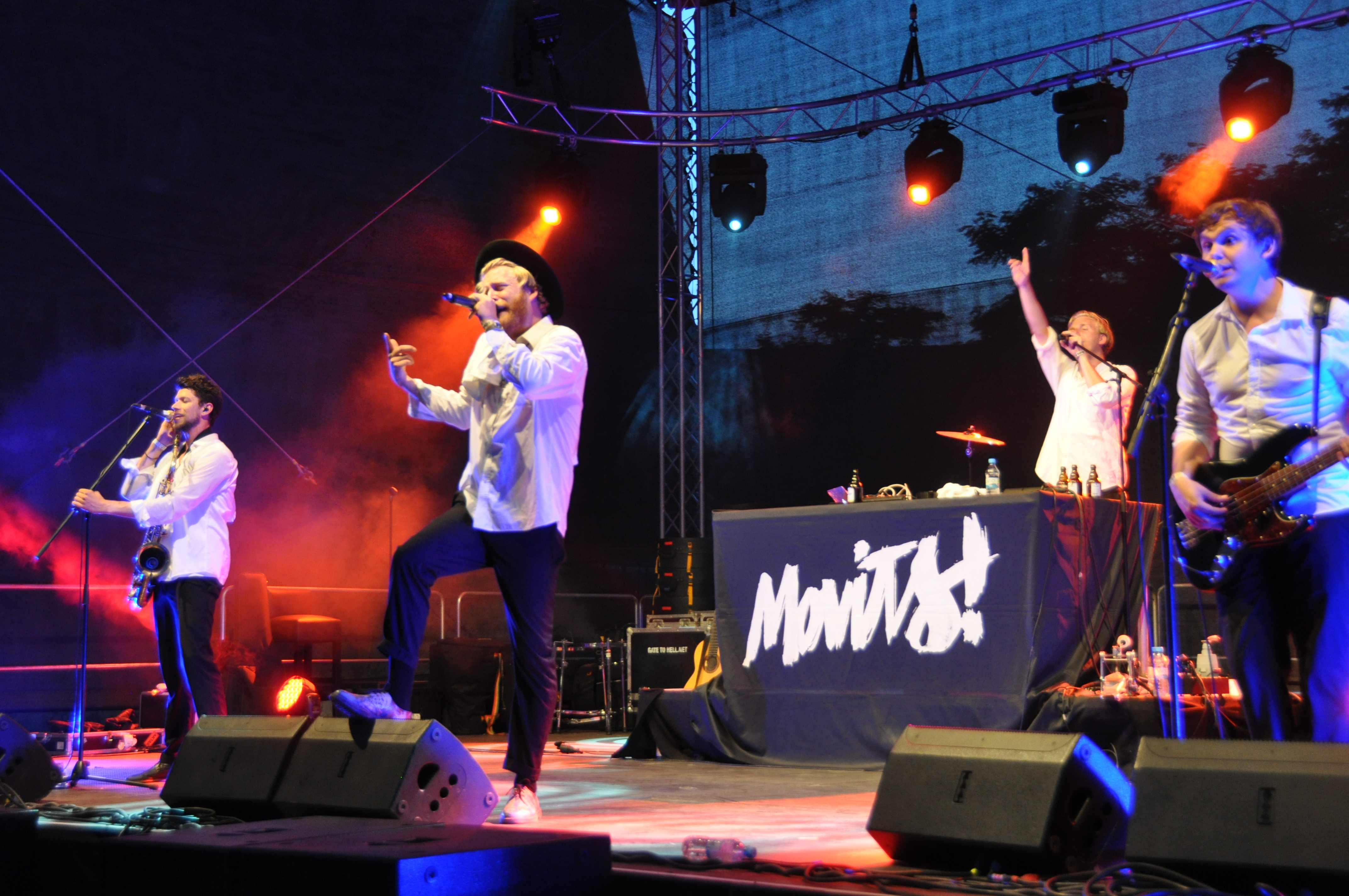
Movits! beim Weltmusikfestival Horizonte 2014

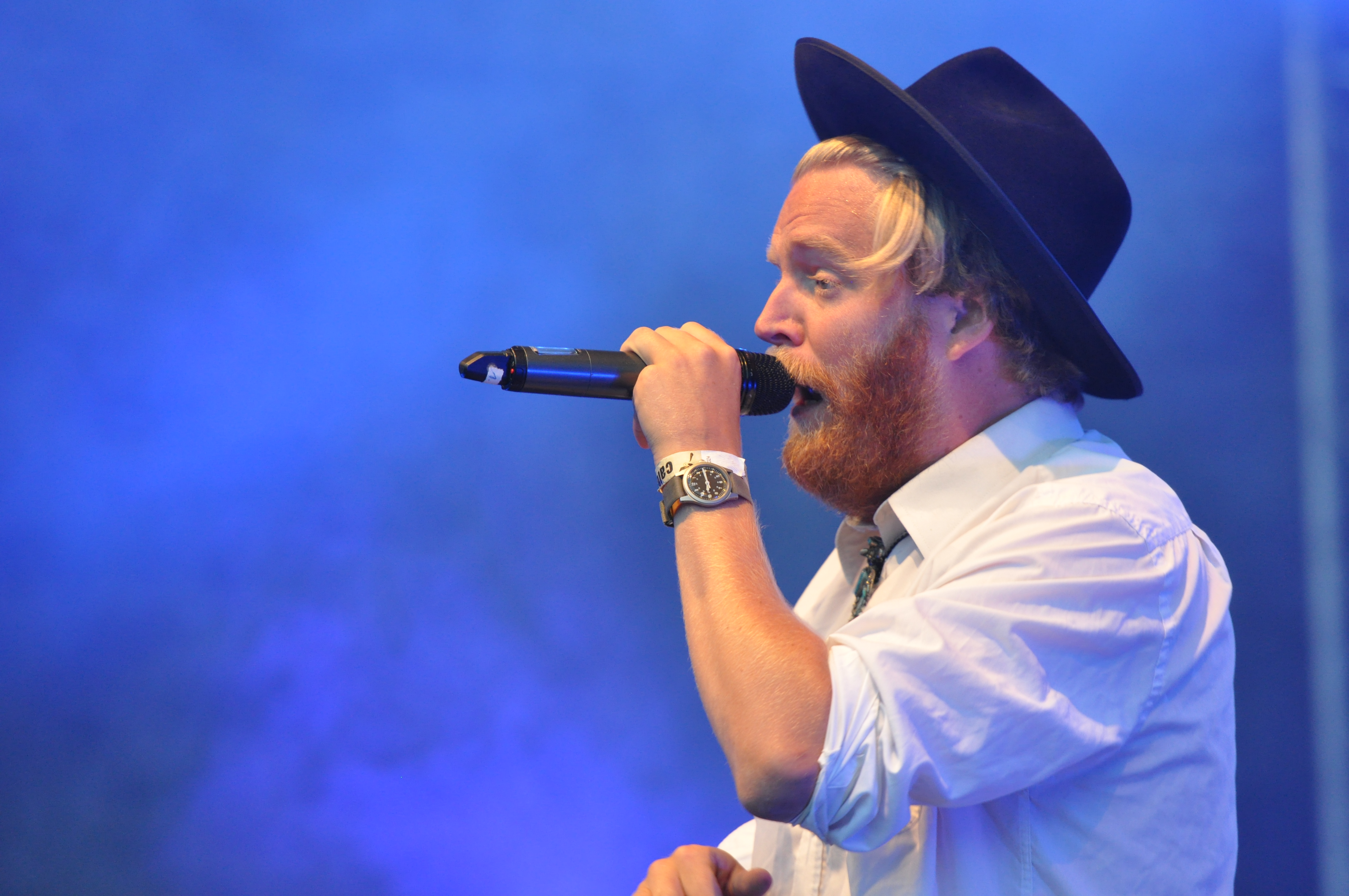
Johann Jivin’ Rensfeld beim Weltmusikfestival Horizonte 2014

Der Name „Movits!“ ist eine Anleihe an Fader Movitz, einen Charakter aus der Lied- und Gedichtsammlung Fredmans epistlar (Fredmans Epistel) des schwedischen Autors und Komponisten Carl Michael Bellman aus dem 18. Jahrhundert.
Die Band spielte fünf Mal beim South by Southwest (SXSW) Showcase in Austin, Texas.

## Diskografie

### Alben
| Jahr | Titel                                                     | Höchstplatzierung, Gesamtwochen, AuszeichnungChartsChartplatzierungen (Jahr, Titel, Platzierungen, Wochen, Auszeichnungen, Anmerkungen) | Anmerkungen          |
| Jahr | Titel                                                     | SE | Anmerkungen          |
| ---- | --------------------------------------------------------- | --- | -------------------- |
| 2008 | Äppelknyckarjazz                                          | SE43 (2 Wo.)SE |                      |
| 2011 | Ut Ur Min Skalle                                          | SE10 (2 Wo.)SE | auch: Out of my Head |
| 2013 | Huvudet bland molnen                                      | SE18 (6 Wo.)SE |                      |
| 2015 | Dom försökte begrava oss, dom visste inte att vi var frön | SE17 (4 Wo.)SE |                      |
| 2019 | V:II                                                      | SE45 (1 Wo.)SE |                      |

### Singles
| Jahr | Titel      | Höchstplatzierung, Gesamtwochen, AuszeichnungChartsChartplatzierungen (Jahr, Titel, Platzierungen, Wochen, Auszeichnungen, Anmerkungen) | Anmerkungen    |
| Jahr | Titel      | SE | Anmerkungen    |
| ---- | ---------- | --- | -------------- |
| 2013 | Limousin   | SE28 (15 Wo.)SE | feat. Maskinen |
| 2018 | Gumbo      | SE84 (1 Wo.)SE |                |
| 2019 | Sodavatten | SE34 (8 Wo.)SE | mit Tjuvjakt   |

Weitere Singles
- 2007: Swing för hyresgästföreningen
- 2008: Äppelknyckarjazz
- 2008: Fel del av gården
- 2009: Ta på dig dansskorna
- 2011: Sammy Davis Jr.
- 2011: Skjut mig i huvudet
- 2011: Na na nah! (feat. Timbuktu)
- 2013: Röksignaler
- 2013: Nitroglycerin
- 2013: Halvvägs (feat. Zacke)
- 2015: Placebo
- 2015: Dansa i regnet
- 2016: Självantänd